# Bloedvlag

17e-eeuwse bloedvlag

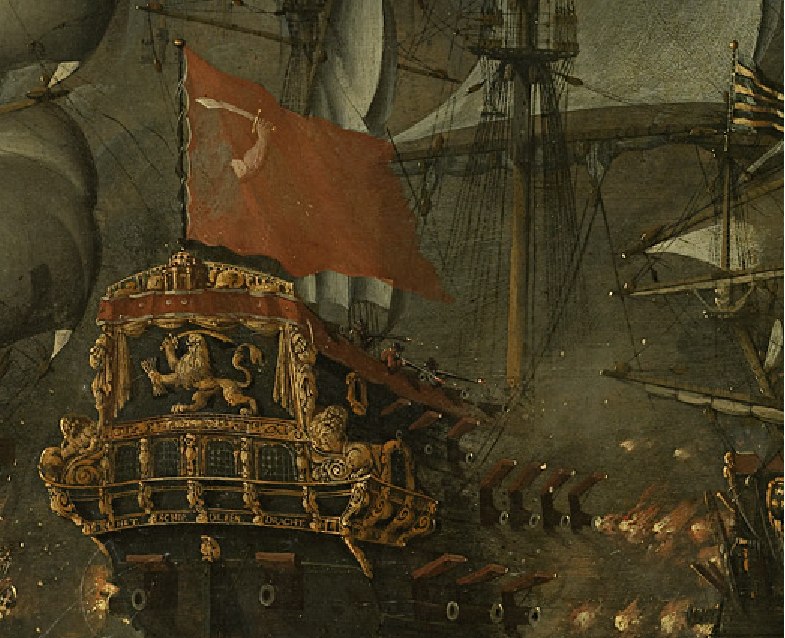
Bloedvlag op een Nederlands schip tijdens de slag bij Elseneur in de Sont tussen de Hollandse en de Zweedse vloot, 8 november 1658, door Peter van de Velde, Antwerpen 1670 - 1679

Een bloedvlag of aanvalsvlag was oorspronkelijk een rode vlag die werd gehesen als sein voor bepaalde tactische handelingen. Het is onzeker dat de rode kleur vanwege haar zichtbaarheid werd gebruikt, of omdat de kleur in verband staat aan de kleur van het bloed als teken van felle strijd.

## Geschiedenis
Oorspronkelijk was de bloedvlag een rode vlag waarop een met het zwaard bewapende arm  stond afgebeeld. Deze vlag werd vanaf het begin van de 17e eeuw tijdens de Tachtigjarige Oorlog op de Nederlandse schepen gehesen als sein voor bepaalde tactische handelingen. Ook kapers hadden dergelijke vlaggen in gebruik. De vlag van Vlissingen werd door kapers uit Vlissingen als kapersvlag gebruikt tijdens de gelegaliseerde kaapvaart.
Voor de Tweede Wereldoorlog werd de bloedvlag bij de Koninklijke Marine gebruikt als teken om het vuur openen. De rode vlag betekent nog altijd gevaar: het Internationaal Seinboek schrijft voor dat de rode vlag gebruikt moet worden bij het laden en lossen van ontplofbare stoffen. In de Tweede Wereldoorlog gebruikte bij de Koninklijke Marine voor zover bekend alleen de Onderzeedienst een bloedvlag. Deze was veelal zwart met een doodskop en/of andere symbolen.